# Angelo Sbardellotto
Angelo Pellegrino Sbardellotto fue un anarquista italiano que atentó contra la vida del dictador Benito Mussolini. 

## Biografía
Nació el 1 de agosto de 1907 en Belluno, Venecia, Italia, siendo el quinto hijo de una familia de 11 hermanos. En 1924 marchó al exilio con su padre Luigi, huyendo del fascismo, primero a Francia, después a Luxemburgo y finalmente a Lieja (Bélgica), trabajando como minero y mecánico, participando mucho en un grupo anarquista de Lieja y actuando muy activamente durante la campaña de apoyo a Sacco y Vanzetti. 
En 1928 su madre, Giovanna Dall'Omo, que permanecía en Italia, con la ayuda de la maestra del pueblo, le escribe pidiéndole que vuelva ya que le ha llegado la citación para servir al ejército; Angelo le hizo saber por carta su rechazo a volver a Italia, declarando su ideal libertario, su antimilitarismo y su condena del fascismo. Giovanna, católica y de mentalidad tradicionalista, pidió consejo al capellán local, que aparentemente informó a las autoridades fascistas y a partir de este momento, Sbardellotto figuró en los archivos de la policía como «peligroso anarquista». 
Retornó clandestinamente a Italia, pero el 4 de junio de 1932 la policía lo detuvo casualmente en la Plaza Venecia (Roma) portando un pasaporte falso. Al ser registrado se le encontró una pistola y dos bombas adosadas en la barriga. Durante el interrogatorio, confesó que había ido a Italia con la intención de atentar contra Mussolini, al igual que Michele Schirru. Después de una instrucción judicial los días (11 y 12 de junio de 1932), por el procurador general Vincenzo Balzamo, fue procesado sumariamente. En tan solo dos horas fue condenado a pena de muerte por el Tribunal Especial para la Defensa del Estado Fascista, presidido por Guido Cristini, por el «delito de intención» de asesinar al "Duce". Sbardellotto rechazó hacer una petición de gracia y fue fusilado al día siguiente, 17 de junio de 1932, a las 5.45 de la madrugada, en Forte Bretta (Roma), después de haber rechazado los servicios eclesiásticos. Previamente se le obligó a presenciar el fusilamiento del militante antifascista genovés Domenico Bovone. Cuando recibió la descarga gritó: «¡Viva la anarquía!». Su cuerpo nunca se le entregó a la familia y fue enterrado en un lugar secreto.

## Homenajes
En Belluno, su ciudad natal, existe el Circolo Anarchico Sbardellotto, para mantener viva su memoria, y en Mel, su pueblo, el 16 de octubre de 2005 se inauguró un monolito, obra de Cristiano Olivotto, en su recuerdo.